# Eumecurus beduina
Eumecurus beduina är en insektsart som först beskrevs av Rauno E. Linnavuori 1964.  Eumecurus beduina ingår i släktet Eumecurus och familjen kilstritar.
Artens utbredningsområde är Egypten. Inga underarter finns listade i Catalogue of Life.